# Slag bij Campi Cannini
De Slag bij Campi Cannini werd in 457 uitgevochten tussen de Alemannen en het West-Romeinse rijk aan het Lago Maggiore, Italië.

## Achtergrond
Na de moord in 455 op keizer Valentinianus III van het West-Romeinse Rijk ontstond er een machtsvacuüm, waar eerst de Vandalen van profiteerden. De aanstelling van Avitus als keizer werd niet aanvaard en een jaar later werd hij van de troon gestoten. In 457 stierf keizer  Marcianus van het Oost-Romeinse Rijk, nu vielen de Alemannen Italië binnen.

## Slag
Ongeveer 900 Alemannen staken de Zwitserse Alpen over en vielen Italië binnen. Ter hoogte van het Lago Maggiore werden ze gestuit door de Romeinse generaal Majorianus, met steun van de Germaan Ricimer. Na zijn overwinning werd Majorianus door zijn troepen tot keizer van het West-Romeinse Rijk uitgeroepen.